# Bruiningshofje
Het Bruiningshofje is een Haarlems hofje, het is te vinden aan de Botermarkt 9 in het centrum van Haarlem.
Met z'n vier huizen is het Bruiningshofje een van de kleinere hofjes van Haarlem. Het hofje is waarschijnlijk in 1610 door Jan Bruininck Gerritsz gesticht.Tijdens zijn leven kocht Bruininck huisjes rond zijn eigen woning op. Uit deze bezittingen is rond 1610 het hofje ontstaan. Het Bruiningshofje heeft geen regentenkamer, waarschijnlijk omdat het hofje van de familie was en men gewoon thuis vergaderde.

Het hofje is nu eigendom van de Doopsgezinde Gemeente. Het is gerenoveerd in 1936 en in 1978, waarbij in 1978 het aantal huizen afnam van 5 naar 4.

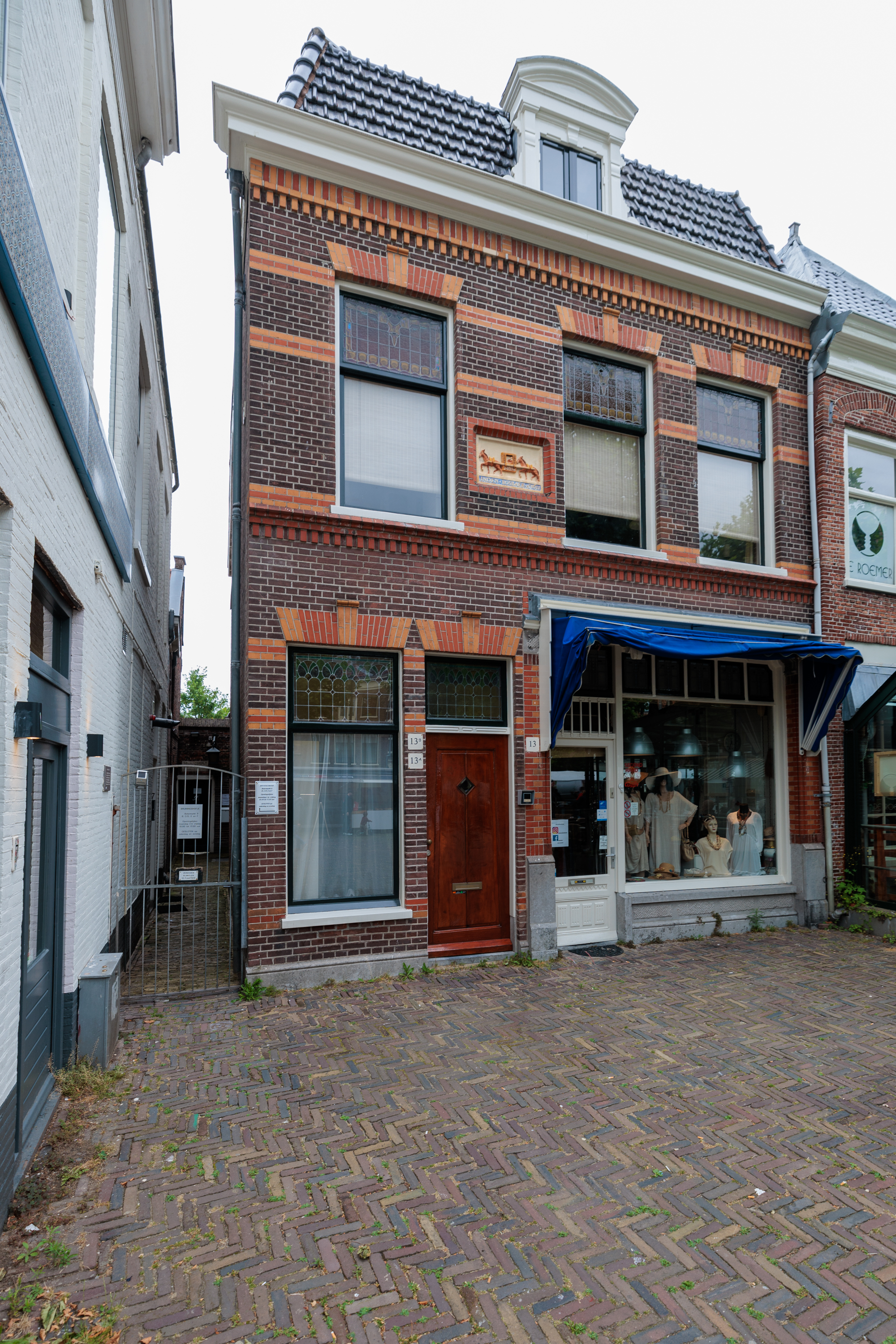
Bruiningshofje Haarlem, toegangshek Botermarkt 9
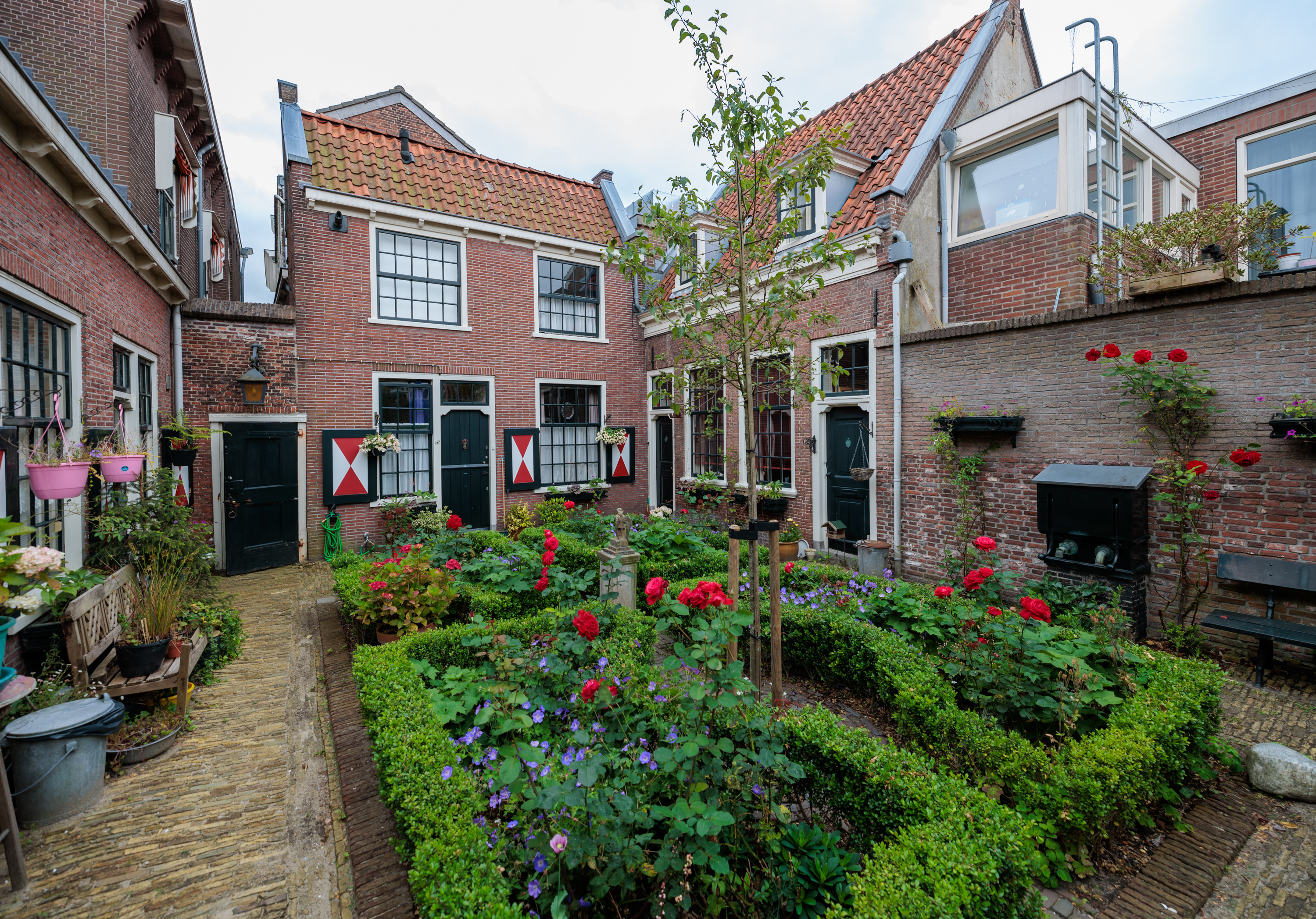
Bruiningshofje Haarlem, zicht op het zuidwesten
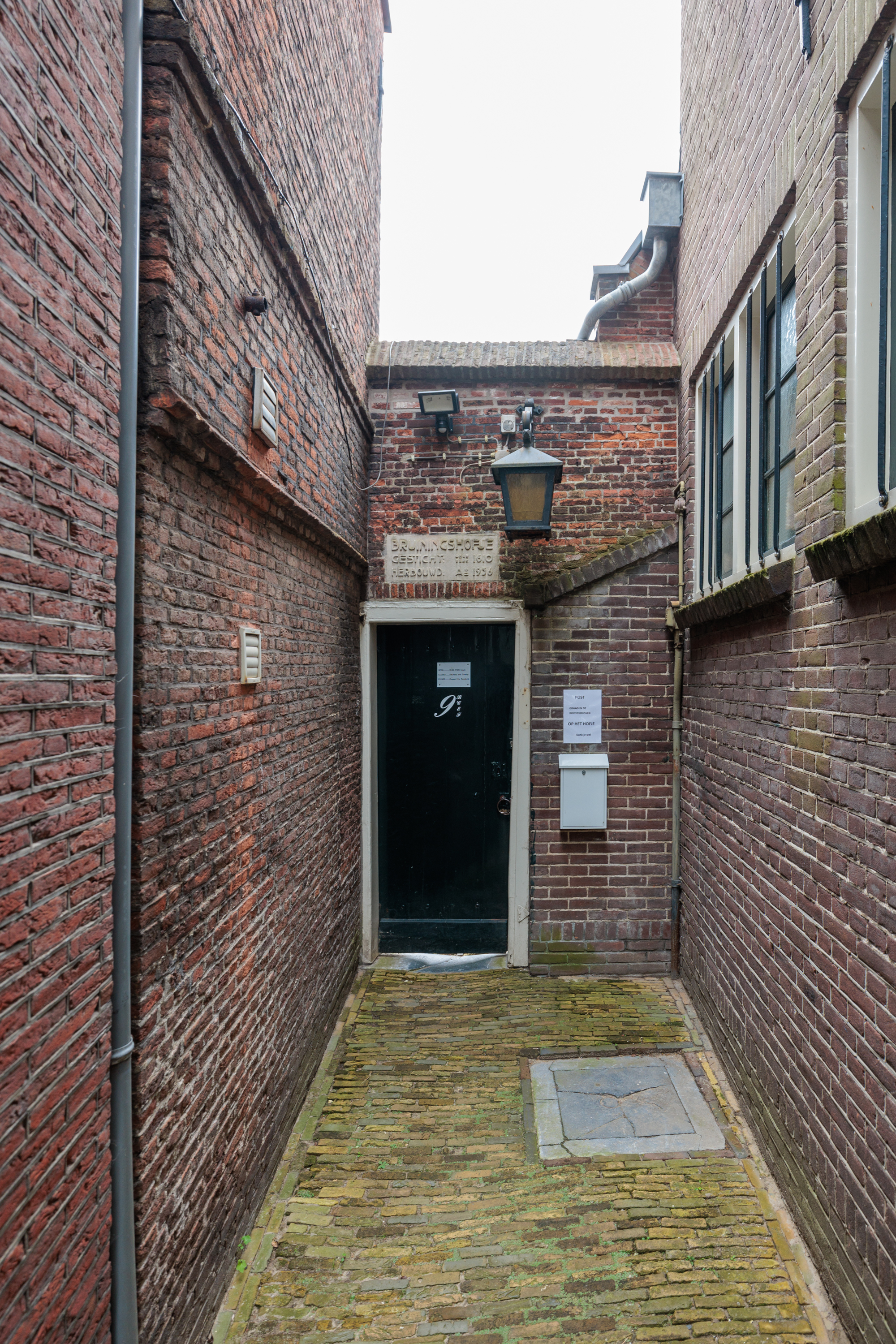
Bruiningshofje Haarlem, steeg naar hofje
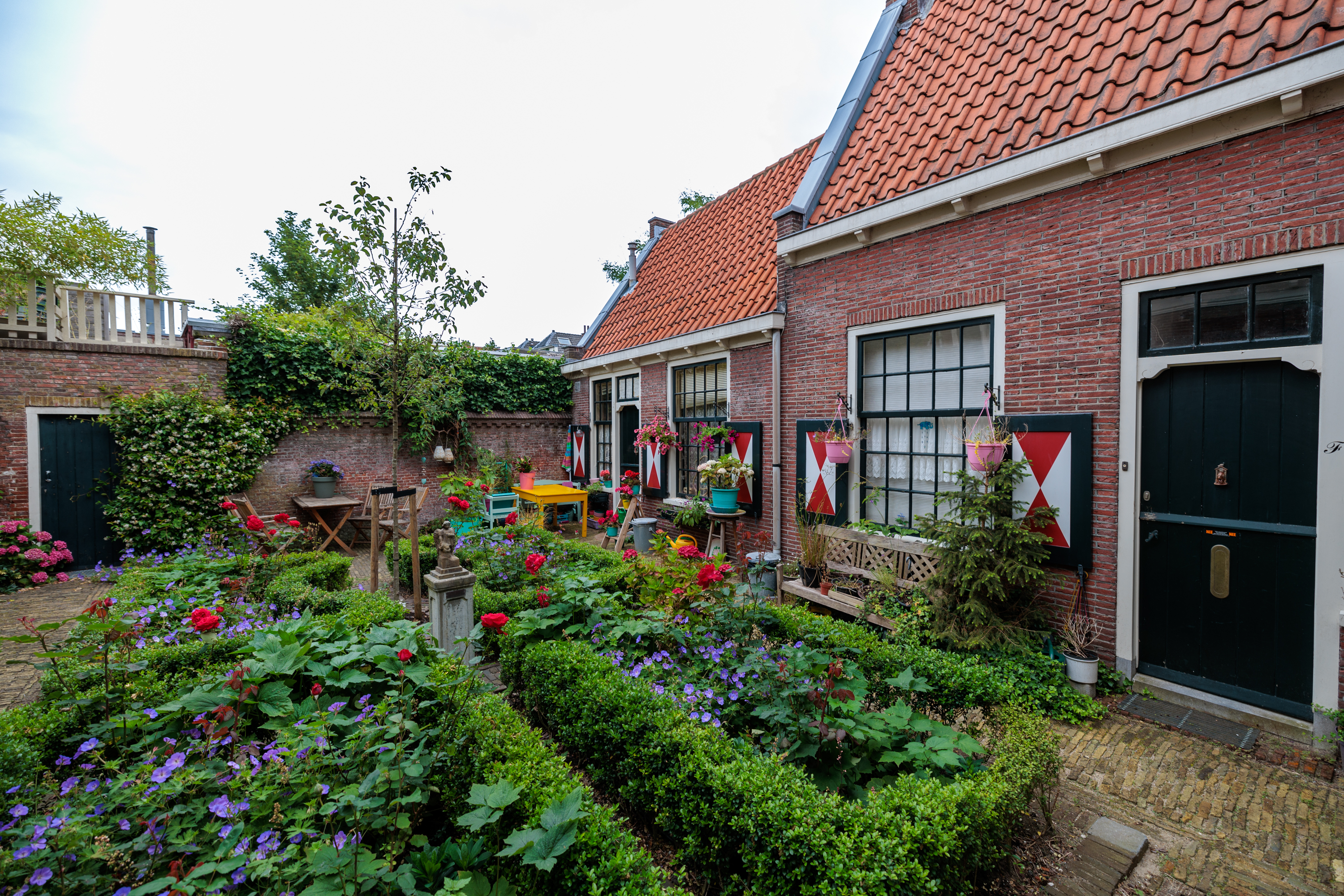
Bruiningshofje Haarlem, zicht op het noordoosten
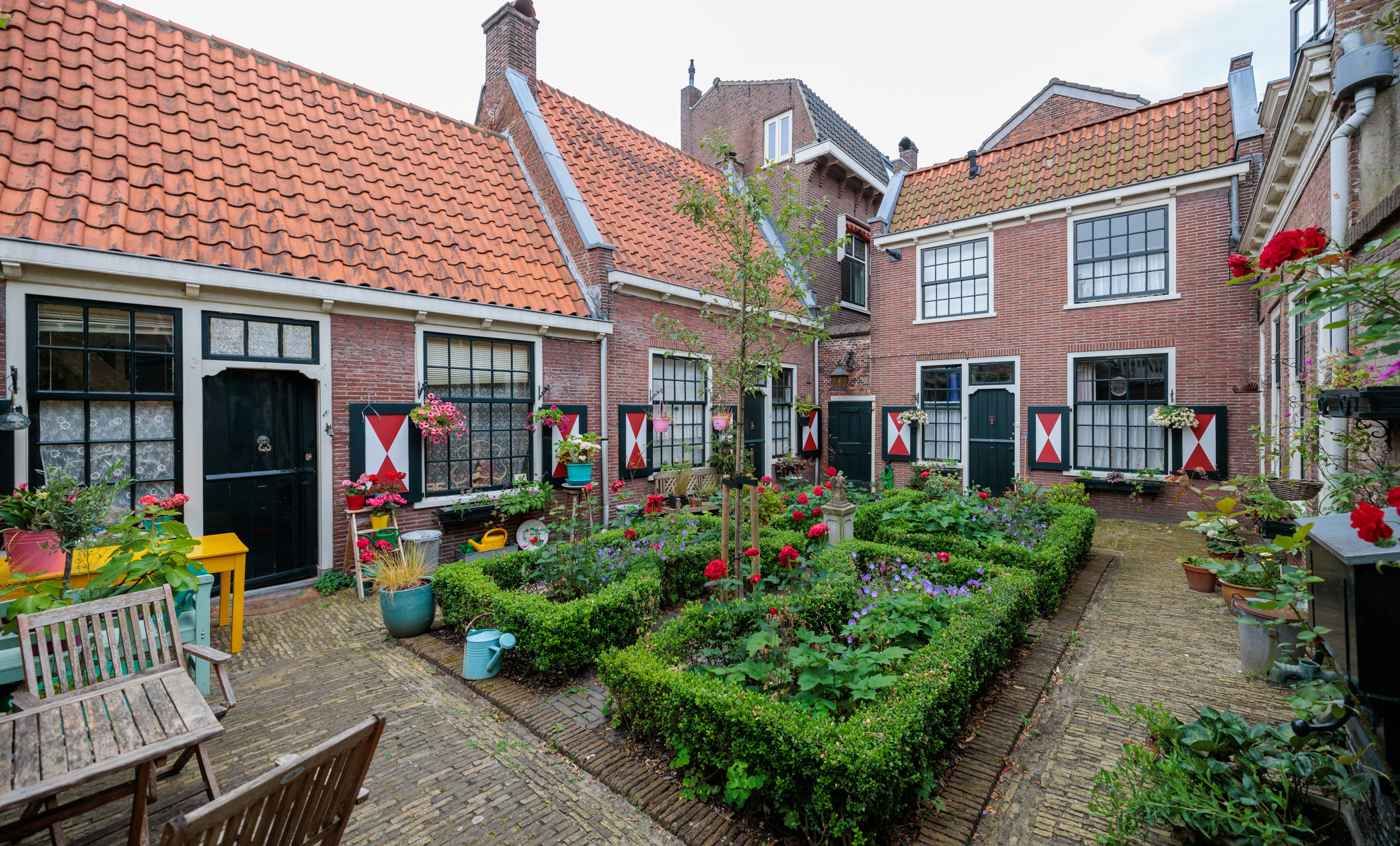
Bruiningshofje Haarlem, zicht op het zuidoosten
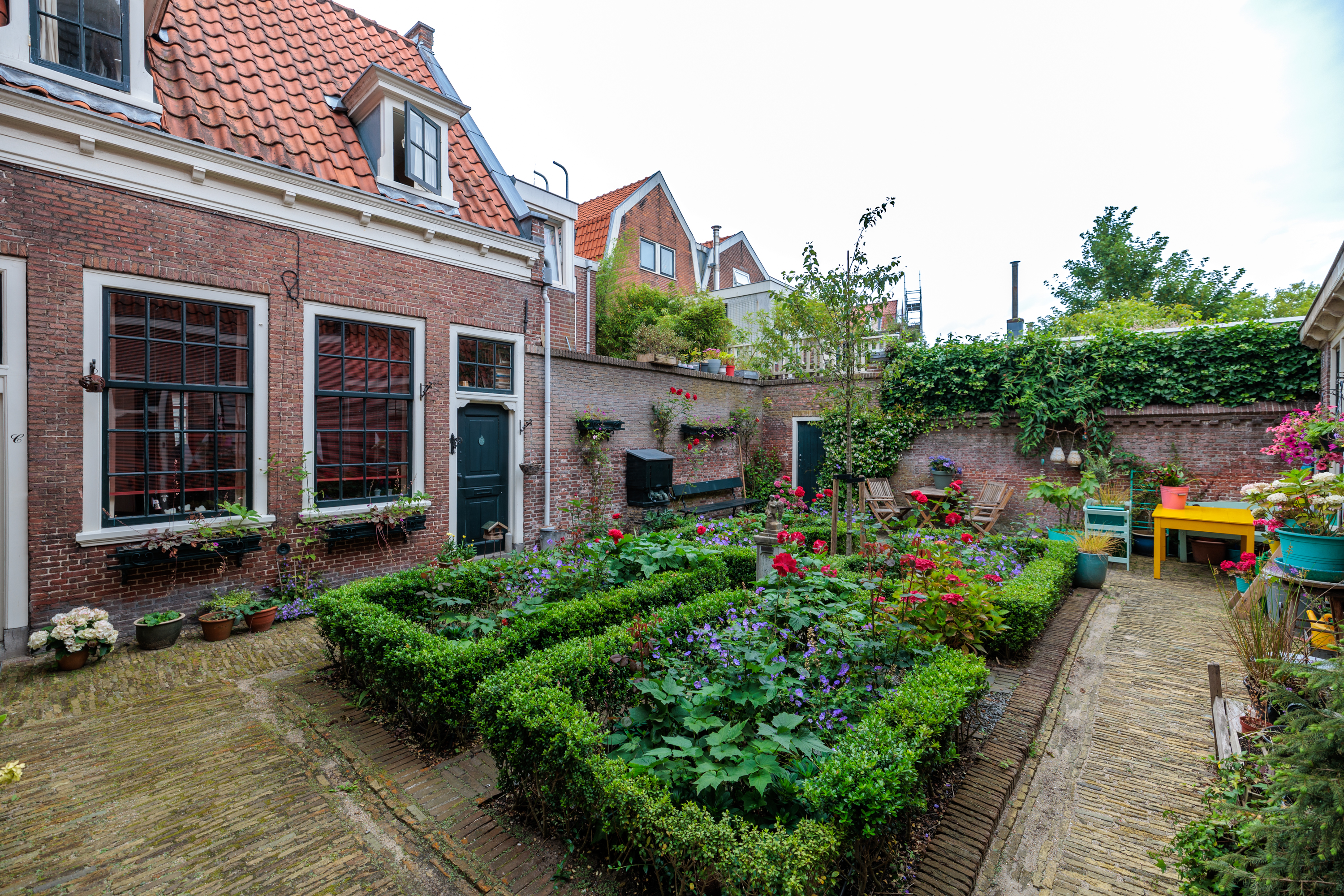
Bruiningshofje Haarlem, zicht op het noordwesten

Bestaand:
Brouwershofje ·
Bruiningshofje ·
Frans Loenenhofje ·
Gravinnehof ·
Hofje Codde en Van Beresteijn ·
Hofje In den Groenen Tuin ·
Hofje van Bakenes ·
Hofje van Guurtje de Waal ·
Hofje van Loo ·
Hofje van Noblet ·
Hofje van Oorschot ·
Hofje van Staats ·
Hofje van Heythuysen ·
Johan Enschedé Hof ·
Luthers Hofje ·
Proveniershof ·
Remonstrants Hofje ·
Teylers Hofje ·
Vrouwe- en Antonie Gasthuys ·
Wijnbergshofje ·
Zuiderhofje
Verdwenen:
Aelbert Gerritsz. Fijnebuyckshofje ·
Blokshofje ·
Blokzeyldershofje ·
Boonhofje ·
Brammershofje ·
Bullenhofje ·
Comanshofje ·
Deymanshofje ·
Guurt Burethofje ·
Hofje de Dubbele Muts ·
Hofje de Hemelpoort ·
Hofje de Vijftien Kamers ·
Hofje der Twaalf Apostelen ·
Hofje Het Lam ·
Hofje van Bavo ·
Hofje van Gratie ·
Kenauhofje ·
Luciehofje ·
Pietershofje ·
Sint Annahofje ·
Sint Jans Koenen Gasthuishofje ·
Slickhofje ·
Solomonshofje ·
Twijndershofje ·
Vissershofje ·
Weeshuishofje